# Meriga
Meriga was de naam in de republiek Venetië voor de burgemeester van een landelijk dorp. De functie staat in tegenstelling tot burgemeesters van grote gemeenten en steden die Rettore genoemd werden; een Podestà al dan niet geholpen door een capitano die de stadsmilitie leidde, controleerde zulke burgemeesters. 
Een meriga werd verkozen door de familiehoofden in het dorp. Zijn termijn kon maximaal drie jaren bedragen. De meriga had in zijn burgemeestersambt eventueel de hulp van een of twee assistenten naast zich; de assistenten werden genoemd gemeentemannen of uomini del comune. Een meriga had geen recht om milities te leiden en diende zich enkel bezig te houden met dorpszaken. Hij was in een feodale relatie ondergeschikt aan de heer/eigenaar van het plattelandsdorp of aan de capitano van een nabije stad. Het ambt werd afgeschaft bij het einde van de republiek Venetië in 1797.